# Madura
Madura là một hòn đảo tại Indonesia nằm ngoài khơi bờ biển đông bắc của đảo chính Java. Hòn đảo có diện tích xấp xỉ 4.250 km². Madura về mặt hành chính là một phần của tỉnh Đông Java. Hòn đảo tách biệt với Java qua eo biển Madura.

## Lịch sử
Năm 1624, Quốc vương Agung của Mataram đã chinh phục Madura và chính quyền của đảo về tay Cakraningrat, một dòng dõi ông hoàng duy nhất. Gia tộc Cakrangingrat chống đối sự cai trị của Java và thường xuyên xâm chiếm phần lớn Mataram.
Sau chiến tranh Kế vị Java lần I giữa Amangkurat III và bác/chú là Pangeran Puger, người Hà Lan giành được quyền kiểm soát nửa phía đông của vào năm 1705. Người Hà Lan công nhận Puger do ảnh hưởng của lãnh chúa Tây Madura, Cakraningrat II hỗ trợ Puger với hi vọng một cuộc chiến tranh mới ở Trung Java sẽ giúp người Madura có cơ hội để can thiệp. Tuy nhiên, khi Amangkurat II bị bắt và đưa đi lưu đày ở Tích Lan (Sri Lanka ngày nay), Puger đã đạt được tước hiệu Pakubuwono I và ký một thỏa ước với người Hà Lan, theo đó, ban cho họ vùng Đông Madura.
Gia tộc Cakraningrat đã giúp đỡ người Hà Lan dập tắt cuộc nổi loạn năm 1740 Trung Java sau vụ thảm sát người Hoa vào năm 1740. Theo một điều ước năm 1743 với Hà Lan, Pakubuwono I nhượng toàn bộ chủ quyền Madura cho Hà Lan, song bị Cakraningrat IV chống đối. Cakraningrat chạy đến Banjarmasin, trú ẩn cạnh người Anh, và sau đó bị người Hà Lan bắt và lưu đày đến Mũi Hảo Vọng.
Người Hà Lan duy trì bốn đơn vị hành chính tại Madura và mỗi đơn vị có người nhiếp chính riêng. Hòn đảo ban đầu có vai trò quan trọng trong việc cung cấp quân đội thuộc địa và đến nửa cuối thế kỷ XIX, nó đã trở thành nguồn cung muối chính cho các lãnh thổ thuộc địa của Hà Lan tại quần đảo Mã Lai.

## Nhân khẩu
Madura có dân số khoảng 3,65 triệu người, hầu hết họ là người Madura. Ngôn ngữ chính tại Madura là tiếng Madura, một thành viên của Ngữ hệ Nam Đảo, ngôn ngữ này cũng được nói ở một số vùng tại Đông Java và nhiều trong số 66 đảo xa xôi của tỉnh.

## Hành chính
Đảo Madura là một phần của tỉnh Đông Java và được chia thành 4 huyện, liệt kê từ tây sang đông:
| Tên       | Thủ phủ   | Diện tích(km²) | Dân số Điều tra 2000 | Dân số ước tính 2005 | Dân số Điều tra 2010 |
| --------- | --------- | -------------- | -------------------- | -------------------- | -------------------- |
| Bangkalan | Bangkalan | 1.260          | 805.048              | 889.590              | 907.255              |
| Sampang   | Sampang   | 1.152          | 750.046              | 835.122              | 876.950              |
| Pamekasan | Pamekasan | 733            | 689.225              | 762.876              | 795.526              |
| Sumenep   | Sumenep   | 1.147          | 985.981              | 1.004.758            | 1.041.915            |
| Tổng      |           | 4.250          | 3.230.300            | 3.492.346            | 3.621.646            |

Huyện Sumenep gồm nhiều hòn đảo xa - đáng chú ý là quần đảo Kangean ở phía đông của Madura, quần đảo Sapudi nhỏ hơn nằm giữa Madura và quần đảo Kangean, và quần đảo Masalembu ở phía bắc.

## Kinh tế

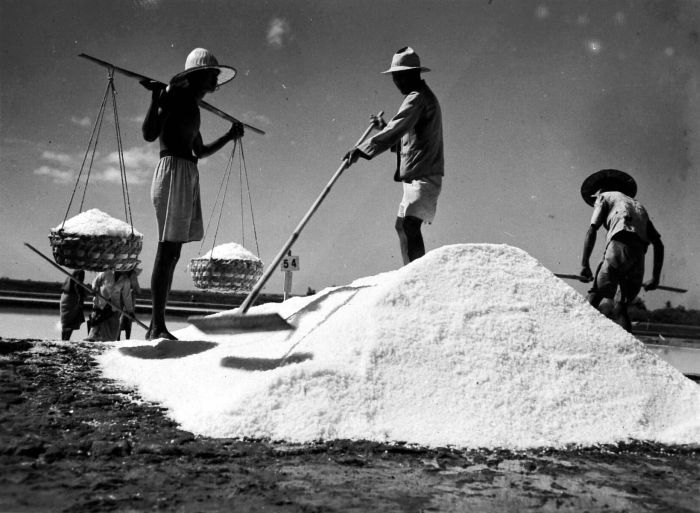
Làm muối tại Madura năm 1948

Xét trên toàn cục, Madura là một trong những nơ nghèo nhất tại Đông Java. Không giống như trên đảo Java, đất đai ở đây không màu mỡ để phát triển một nền nông nghiệp lớn. Sự hạn chế đối với các lĩnh vực kinh tế khác đã dẫn đến thất nghiệp và nghèo đói. Những yếu tố này đã dẫn đến hiện tượng di cư khỏi đảo trong mộ thời gian dài, kết quả là hiện nay phần lớn người Madura không sống tại đảo Madura. Những người đến từ Madura là một cộng đồng tham gia đông đảo nhất trong chương trình chuyển cư của chính phủ, theo đó chuyển đến các vùng khác của Indonesia.
Nông nghiệp là ngành kinh tế chính. Ngô là lương thực tự cung chủ yếu trên các mảnh đất nhỏ trên đảo. Chăn nuôi gia súc cũng là một phần quan trọng của nền kinh tế nông nghiệp, cung cấp thêm thu nhập cho nông dân, là nền tảng để tổ chức lễ hội đua bò nổi tiếng của Madura. Đánh bắt cá quy mô nhỏ cũng đóng góp một vai trò quan trọng trong nền kinh tế tự cung tự cấp.
Trong số các ngành xuất khẩu, trồng cây thuốc lá đóng góp chính vào kinh tế của đảo. Đất trồng của Madura không thể trồng được nhiều lương thực, trồng cây thuốc lá và đinh hương nhằm phục vụ cho ngành công nghiệp kretek (xì gà đinh hương). Từ thời Hà Lan, hòn đảo cũng là một nơi sản xuất và phân phối muối.
Bangkalan, nằm ở cực tây của đảo, đã được công nghiệp hóa đáng kể từ thập niên 1980. Khu vực này chỉ cần một chuyến phà ngắn là có thể tới Surabaya, thành phố lớn thứ hai của Indonesia, và đóng vai trò là một vùng ngoại ô cho thành phố Surabaya. Cầu Surabaya-Madura (Suramadu), thông xe năm 2009, dự kiến sẽ gia tăng ảnh hưởng của Bangkalan với kinh tế của khu vực.